# Micky & the Motorcars
Micky & the Motorcars ist eine US-amerikanische Texas-Country-Musikgruppe.

## Geschichte
Ursprünglich kam Micky & the Motorcars aus Stanley im US-Bundesstaat Idaho, wo die Band von den Brüdern Micky und Gary Braun ins Leben gerufen wurde. Die beiden waren mit ihren weiteren Geschwistern Cody und Willy bereits während ihrer Kindheit aktiv in der Band „Muzzie Braun & the Little Braun Brothers“. Cody und Willy Braun wurden inzwischen mit ihrer Red-Dirt-Band Reckless Kelly bekannt, die seit 1998 mit wachsendem Erfolg bereits zehn Alben veröffentlicht hat. Micky & the Motorcars hatte ihr Debüt dagegen erst im Jahr 2003, wobei ihre ersten beiden Alben, die sie noch ohne Plattenlabel herausbrachten, wenig erfolgreich blieben.

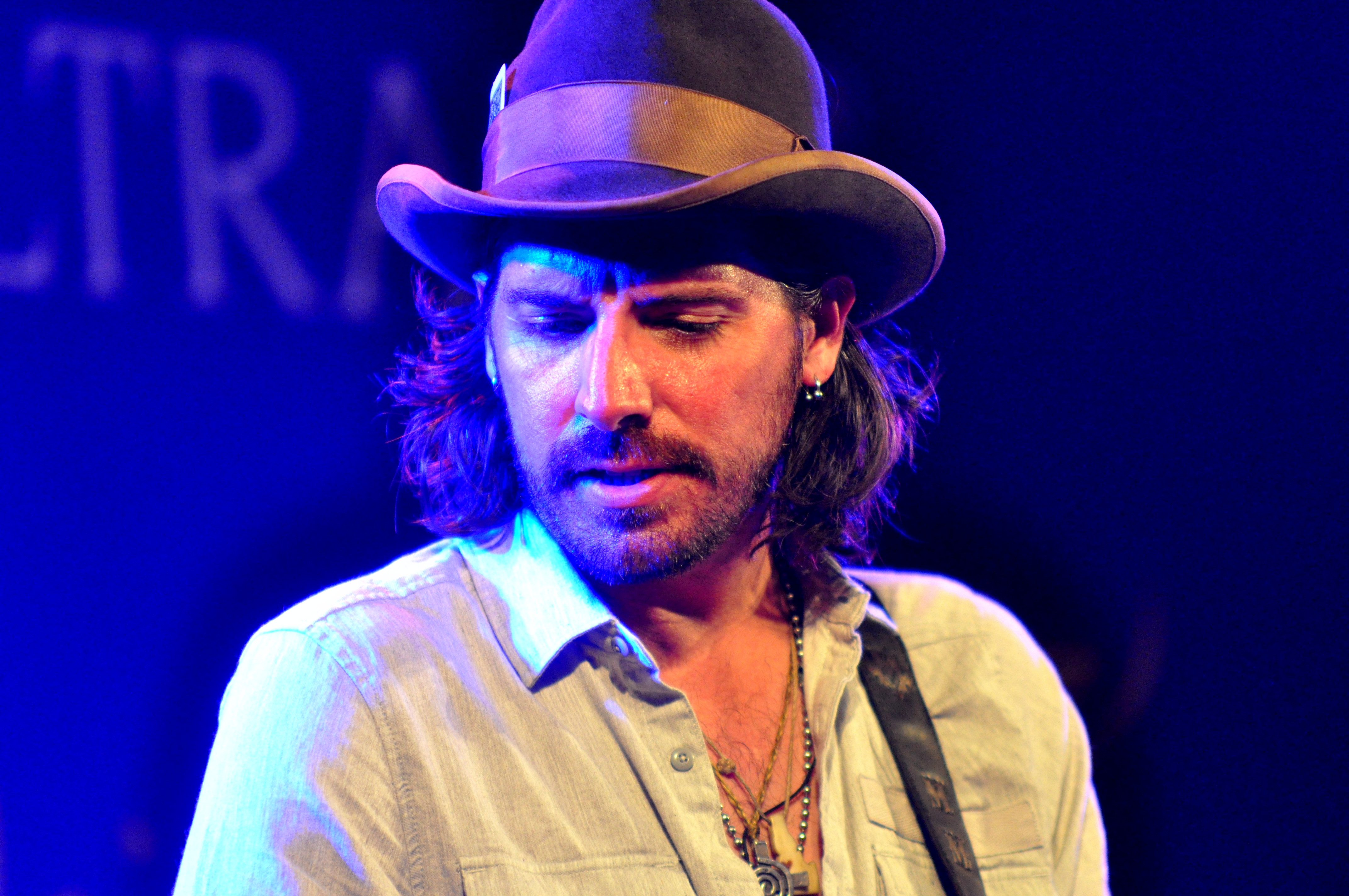
Micky Braun 2017

Erst vier Jahre später hatte die Band ein Label gefunden, die Genrecharts konnte sie erstmals im Jahr 2008 mit dem Album Naive erreichen, das sich auf Platz 43 der Country-Albumcharts platzierte. Im Jahr 2009 veröffentlichte sie eine live im Billy Bob’s Texas aufgenommene CD und reihte sich damit in eine Reihe mit Größen wie Willie Nelson oder Pat Green ein. Das bislang erfolgreichste Werk der Band ist aus dem Jahr 2011, das Album Raise My Glass erreichte Platz 36 der Country-Charts und die Top 10 der Heatseekers.

## Diskografie
- 2003: Which Way from Here
- 2004: Ain't in It for the Money
- 2007: Careless
- 2008: Naive
- 2009: Live at Billy Bob's Texas
- 2011: Raise My Glass
- 2014: Hearts from Above
- 2015: Across the Pond. Live from Germany